# Hacienda San José Chactún

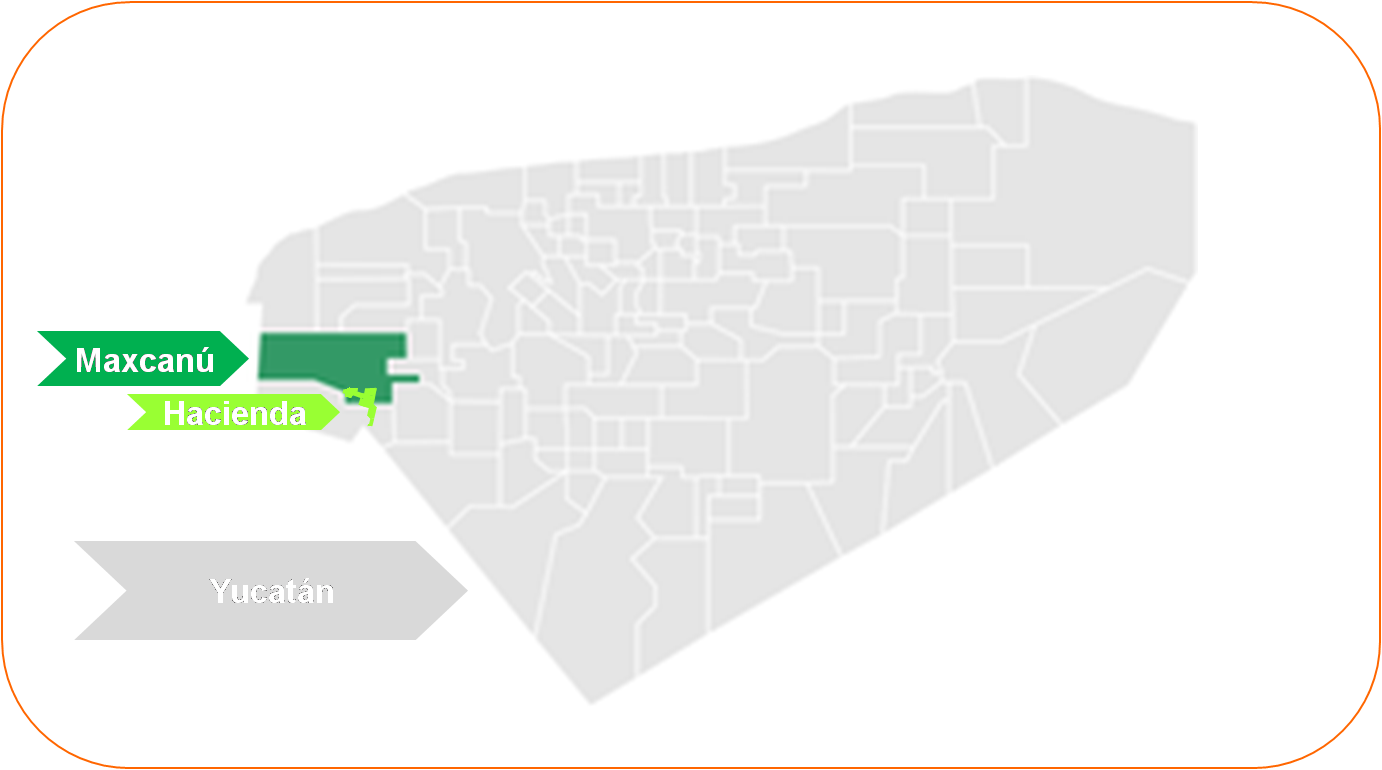
Ubicación de la hacienda en el estado de Yucatán

La Hacienda San José Chactún está situada en el municipio de Maxcanú, estado de Yucatán, México. Es el núcleo de una pequeña localidad de una centena de habitantes.

## Ubicación

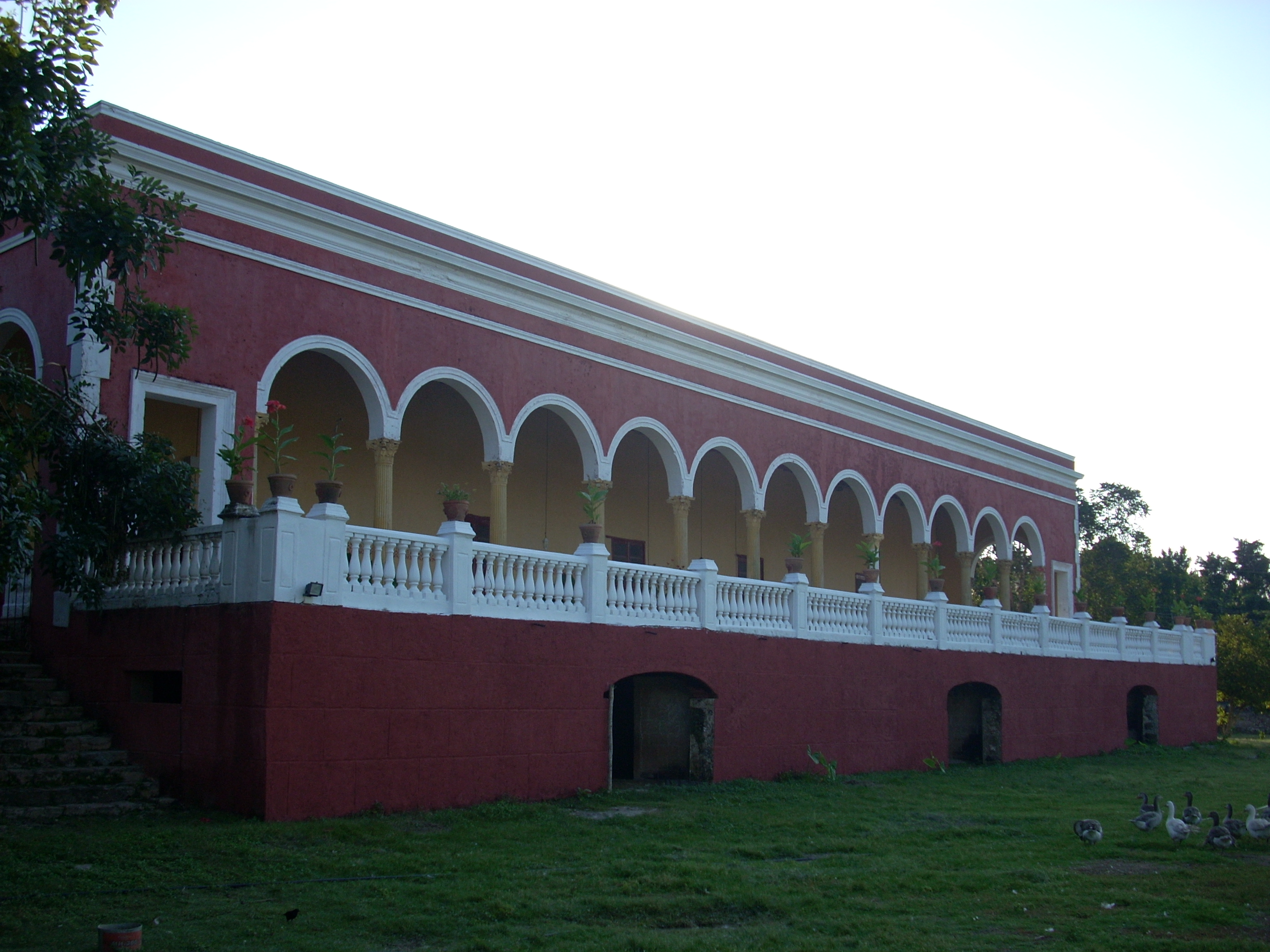
Casa Principal

Con gran biodiversidad en fauna y flora posee extensas zonas vírgenes entre las que se encuentran desperdigados vestigios históricos. Está muy cercana a las zonas arqueológicas de Uxmal (Patrimonio de la Humanidad), Oxkintok y la ruta Puuc, a las cuevas de Calcehtok y de Loltún y a las ciudades coloniales de Mérida y Campeche (Patrimonio de la Humanidad), a la ruta de los conventos franciscanos y a la zona costera y reserva de la biosfera de Celestún e Isla Arenas, así como de Chichén Itzá.

## Historia prehispánica

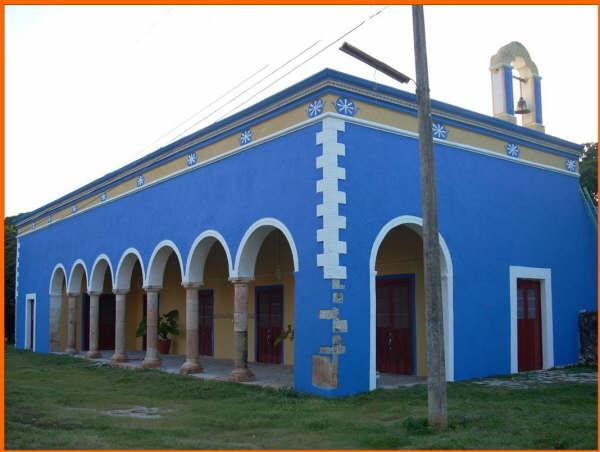
Casa de Raya

Los primeros asentamientos mayas datan de finales del periodo clásico mesoamericano. Se encuentra dentro de la región maya denominada actualmente como “Puuc”. La población se encontraba unida con sus vecinas más importantes por los caminos blancos denominados “sacbé”, que realizaban, además, una función religiosa. El significado del nombre del asentamiento era “Piedra Roja” o "Piedra Colorada", debido al color natural de sus construcciones en piedra. 
En el museo arqueológico nacional de España existen piezas de la antigua ciudad maya que Don José Domínguez (propietario de la hacienda) regaló en 1865 al marqués de la Rivera, Don Juan Ximénez de Sandoval.[cita requerida]
En el tercer congreso internacional mayista, celebrado en 1995, se menciona a Chactún como una de las localidades iniciales en el mundo maya, junto a El Mirador, Izapa, Kaminaljuyú, Abaj Takalik, Uaxactún y Tikal, en las que se desarrolló la arquitectura y la urbanización hacia el 300 antes de cristo. En el relato de los descubrimientos que el mayista Augustus Le Plongeon hizo en Yucatán en 1876, y que publicó bajo el título de "Los mayas, las fuentes de su historia", menciona la hacienda con estas palabras: 

Al visitar la gran finca de Chactun, perteneciente a don José Domínguez, treinta millas al suroeste de Mérida, el escritor vio una gran ruina similar a la que había dado el nombre de "Casa de las Monjas", en Uxmal. Era un edificio de una forma cuadrangular, con apartamentos de apertura en un patio interior en el centro de la plaza. El edificio se encontraba en buen estado de conservación, y algunas de las habitaciones fueron usadas como depósitos de maíz. Se realizó un desayuno de bienvenida en uno de los apartamentos más grandes.

## Historia de la hacienda

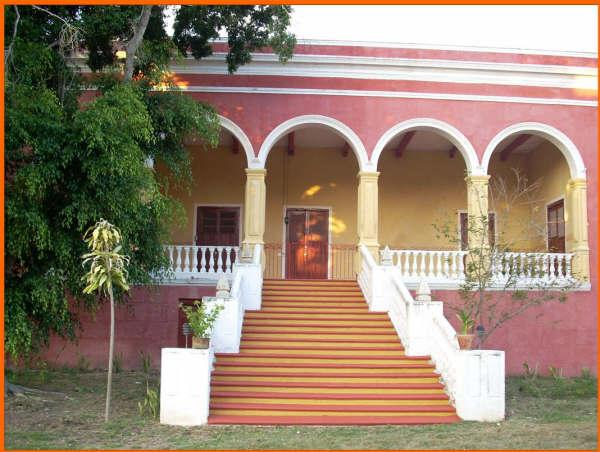
Escalinata

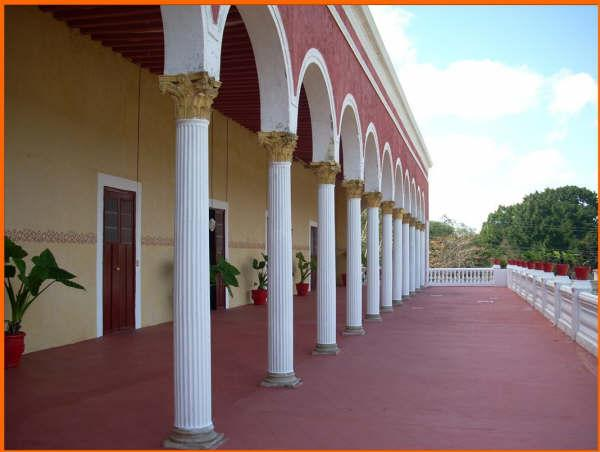
Corredor

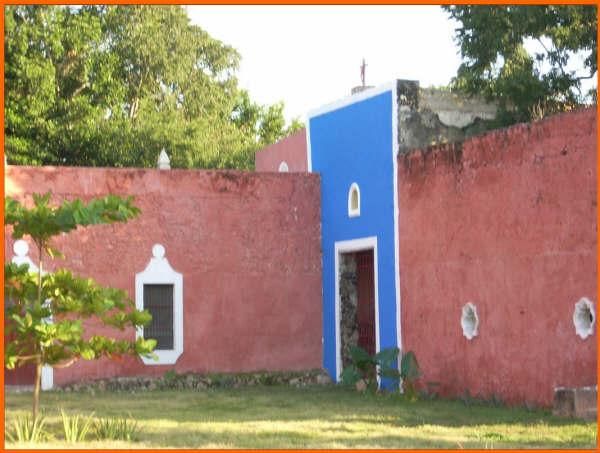
Iglesia Colonial

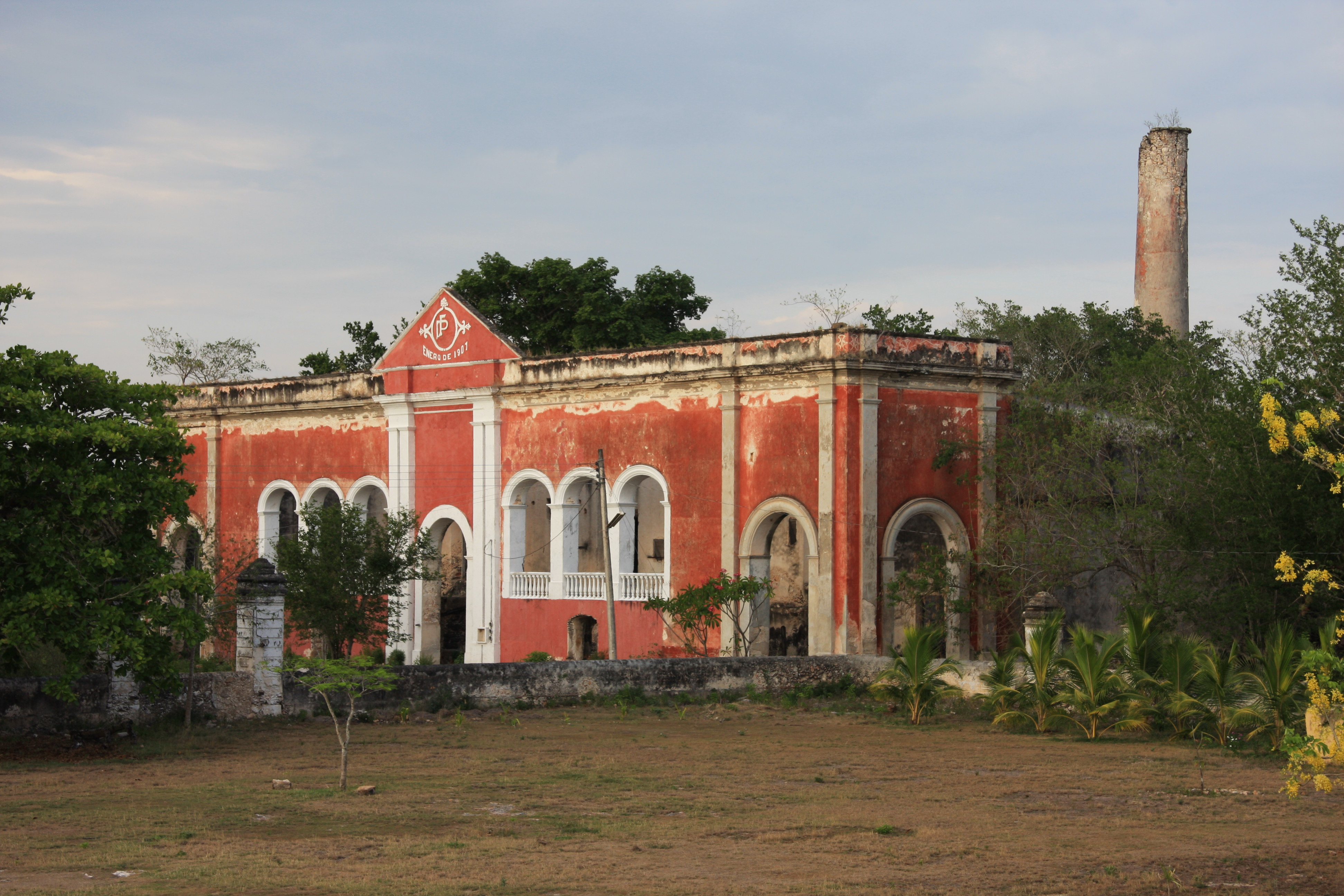
Casa de Máquinas

Las haciendas en Yucatán fueron organizaciones agrarias que surgieron en el siglo XVIII a diferencia de lo que ocurrió en el resto de México y en casi toda Hispanoamérica, en que estas fincas se establecieron casi inmediatamente después de la conquista y durante el siglo XVII. En Yucatán, por razones geográficas, ecológicas y económicas, particularmente la pésima calidad del suelo y la falta de agua para regar, tuvieron las haciendas una aparición tardía.
Una de las regiones de Yucatán en donde se establecieron primero haciendas maiceras y después henequeneras fue la cercana a Mérida . A lo largo de los caminos principales como en el "camino real" entre Campeche y Mérida, también se ubicaron estas unidades productivas. Fue el caso de los latifundios de Ochil, Yaxcopoil, Xtepén, Uayalceh, Temozón, Itzincab y San Antonio Sodzil y la propia hacienda de San José Chactún, entre otras.
Ya en el siglo XIX, durante y después de la llamada Guerra de Castas, se establecieron las haciendas henequeneras en una escala más amplia en todo Yucatán, particularmente en la región centro norte, cuyas tierras tienen la vocación para el cultivo del henequén. 
En el caso de San José Chactún, al igual que la mayoría de las otras haciendas, dejaron de serlo, con peones para el cultivo de henequén, para convertirse en ejidos, es decir, en unidades colectivas autónomas, con derecho comunitario de propiedad de la tierra, a partir del año 1937, después de los decretos que establecieron la reforma agraria en Yucatán, promulgados por el presidente Lázaro Cárdenas del Río.

La hacienda San José Chactún llegó a ser una de las principales del estado en la época dorada del Yucatán contando con adelantos tecnológicos y sociales, ferrocarril y todo tipo de servicios para los trabajadores, funcionando como una pequeña ciudad. Cuenta con dos iglesias, una casa principal y una casa de rayas, así como las ruinas de la antigua cantina, el molino y las cuadras y una monumental casa de máquinas.
El título de las primeras tierras aparece en la Real Cédula 9 de enero de 1560, otorgada en Cogolludo, lib.6, cap.8. Las tierras se incrementaron ampliamente entre 1623 y 1700, el sitio de Nohcacab (perteneciente al municipio de Becal) vendió sus tierras en dicho año, con fecha de carta de venta de 24 de diciembre y así la propiedad se convirtió en la hacienda "Chactún Nohcacab", ubicacando sus límites entre Maxcanú, Bécal, Calkiní y Halachó.
En la segunda mitad del siglo XVIII se sabe que la propiedad fue adquirida por un español, de nombre Pedro Tadeo, como consta en documentos del archivo de indias.
Para la primera mitad del siglo XIX la finca ya había pasado a manos de Lorenzo Peón y Cano (su abuelo, Alonso Manuel de Peón Valdés, había pasado a indias en la primera mitad del siglo XVIII), después la hacienda pasó por herencia a María de Jesús Peón Fajardo y, de ella, a su hijo José Domínguez Peón.
Durante gran parte del siglo XIX y todo el siglo XX la hacienda ha estado vinculada a la misma familia, también propietarios de la Casa de Montejo de la ciudad de Mérida. José Domínguez Peón, accionista de la línea de ferrocarril Mérida-Campeche, consiguió que una de las 8 paradas de la línea ferroviaria, que se inauguró en 1898, fuera en la hacienda de su propiedad "San José Chactún".[cita requerida]
La producción henequenera se mantuvo hasta hace unos 60 años. Desde entonces la hacienda fue perdiendo poco a poco su esplendor. Gracias a la labor de Sara Arrigunaga Juanes, hubo intentos de hacerla productiva con la cría de ganado y la producción de cítricos y se impidió el desmoronamiento de los edificios.[cita requerida]
El patrón de la hacienda es San José (19 de marzo) y la patrona Nuestra Señora de la Inmaculada Concepción (8 de diciembre).